# Llista de platges de la Costa Brava
Llista de platges de la Costa Brava, seguint el litoral de nord a sud entre Portbou i Blanes (Alt Empordà, Baix Empordà, Selva), segons l'inventari de platges de l'Agència Catalana de Turisme i la Direcció General de Protecció Civil del Departament d'Interior. Aquesta llista conté també platges del portal "Platges i dunes de Catalunya", un projecte del Laboratori d'Anàlisi i Gestió del Paisatge (LAGP), de la Universitat de Girona.
S'indica amb una icona les platges amb el distintiu de Bandera Blava en la temporada del 2014.
| Nom                                                                                                | Sòl i entorn                           | Longitud x amplada (m) | Localització                                                                                     | Codi                      | Imatge |
| -------------------------------------------------------------------------------------------------- | -------------------------------------- | ---------------------- | ------------------------------------------------------------------------------------------------ | ------------------------- | --- |
| Platja del Pi                                                                                      | Sorra mitjana, natural                 | 40 x 20                | Portbou 42° 25′ 50″ N, 3° 09′ 51″ E / 42.43044°N,3.16408°E                                       | PL-CT-17003-215           | {{ca\|Platja del Pi (Portbou)}} · {{WLE-AD-ES\|PL-CT-17003-215}} · {{Object location dec\|42.43044\|3.16408\|region:ES-CT_type:landmark_dim:40_source:cawiki}} · [[Categoria:Beaches of Costa Brava]]                                          |
| Platja de les Tres Platgetes                                                                       | Sorra mitjana, semiurbà                | 100 x 20               | Portbou 42° 25′ 46″ N, 3° 09′ 43″ E / 42.42943°N,3.16186°E                                       | PL-CT-17003-217           | {{ca\|Platja de les Tres Platgetes (Portbou)}} · {{WLE-AD-ES\|PL-CT-17003-217}} · {{Object location dec\|42.42943\|3.16186\|region:ES-CT_type:landmark_dim:100_source:cawiki}} · [[Categoria:Beaches of Costa Brava]]                          |
| Platja de Portbou, platja Gran                                                                     | Sorra mitjana i grava, urbà            | 270 x 30               | Portbou 42° 25′ 38″ N, 3° 09′ 39″ E / 42.42721°N,3.16071°E                                       | PL-CT-17003-216           | {{ca\|Platja de Portbou}} · {{WLE-AD-ES\|PL-CT-17003-216}} · {{Object location dec\|42.42721\|3.16071\|region:ES-CT_type:landmark_dim:270_source:cawiki}} · [[Categoria:Beaches of Costa Brava]]                                               |
| Platja del Claper                                                                                  | Grava i sorra mitjana, natural         | 200 x 15               | Portbou 42° 25′ 19″ N, 3° 10′ 08″ E / 42.42202°N,3.16884°E                                       | PL-CT-17003-214           | {{ca\|Platja del Claper (Portbou)}} · {{WLE-AD-ES\|PL-CT-17003-214}} · {{Object location dec\|42.42202\|3.16884\|region:ES-CT_type:landmark_dim:200_source:cawiki}} · [[Categoria:Beaches of Costa Brava]]                                     |
| Platja de la Rovellada                                                                             | Sorra mitjana, semiurbà                | 40 x 10                | Colera Urbanització la Rovelllada 42° 24′ 41″ N, 3° 09′ 44″ E / 42.41152°N,3.16229°E             | PL-CT-17003-116           | {{ca\|Platja de la Rovellada (Colera)}} · {{WLE-AD-ES\|PL-CT-17003-116}} · {{Object location dec\|42.41152\|3.16229\|region:ES-CT_type:landmark_dim:40_source:cawiki}} · [[Categoria:Beaches of Costa Brava]]                                  |
| Platja d'en Goixa o dels Morts                                                                     | Sorra mitjana, semiurbà                | 250 x 30               | Colera 42° 24′ 23″ N, 3° 09′ 21″ E / 42.40648°N,3.15570°E                                        | PL-CT-17003-113           | {{ca\|Platja d'en Goixa (Colera)}} · {{WLE-AD-ES\|PL-CT-17003-113}} · {{Object location dec\|42.40648\|3.15570\|region:ES-CT_type:landmark_dim:250_source:cawiki}} · [[Categoria:Beaches of Costa Brava]]                                      |
| Platja de Colera o de les Portes                                                                   | Sorra mitjana, urbà                    | 130 x 50               | Colera Passeig Marítim 42° 24′ 16″ N, 3° 09′ 24″ E / 42.40443°N,3.15677°E                        | PL-CT-17003-112           | {{ca\|Platja de Colera}} · {{WLE-AD-ES\|PL-CT-17003-112}} · {{Object location dec\|42.40443\|3.15677\|region:ES-CT_type:landmark_dim:130_source:cawiki}} · [[Categoria:Beaches of Costa Brava]]                                                |
| Platja de Garbet                                                                                   | Sorra mitjana i roques, natural        | 410 x 30               | Colera Badia de cap Ras 42° 23′ 34″ N, 3° 09′ 09″ E / 42.39281°N,3.15255°E                       | PL-CT-17003-114           | {{ca\|Platja de Garbet (Colera)}} · {{WLE-AD-ES\|PL-CT-17003-114}} · {{Object location dec\|42.39281\|3.15255\|region:ES-CT_type:landmark_dim:410_source:cawiki}} · [[Categoria:Platja de Garbet]]                                             |
| Platja del Borró o platja d'Assutzena                                                              | Sorra fina, natural                    | 100 x 10               | Colera Cap Ras 42° 23′ 20″ N, 3° 09′ 37″ E / 42.38885°N,3.16027°E                                | PL-CT-17003-111           | {{ca\|Platja del Borró (Colera)}} · {{WLE-AD-ES\|PL-CT-17003-111}} · {{Object location dec\|42.38885\|3.16027\|region:ES-CT_type:landmark_dim:100_source:cawiki}} · [[Categoria:Beaches of Costa Brava]]                                       |
| Punta des Borró o el Borró Gran                                                                    | Sorra mitjana, naturista               | 100 x 10               | Colera Cap Ras 42° 23′ 27″ N, 3° 09′ 46″ E / 42.39075°N,3.16279°E                                | PL-CT-17003-115           | {{ca\|Punta des Borró (Colera)}} · {{WLE-AD-ES\|PL-CT-17003-115}} · {{Object location dec\|42.39075\|3.16279\|region:ES-CT_type:landmark_dim:100_source:cawiki}} · [[Categoria:Beaches of Costa Brava]]                                        |
| Platja de Canyelles, el Rastell i platja del Cros                                                  | Grava i sorra mitjana, semiurbà        | 380 x 20               | Llançà 42° 23′ 08″ N, 3° 09′ 37″ E / 42.38555°N,3.16040°E                                        | PL-CT-17003-135           | {{ca\|Platja de Canyelles (Llançà)}} · {{WLE-AD-ES\|PL-CT-17003-135}} · {{Object location dec\|42.38555\|3.16040\|region:ES-CT_type:landmark_dim:380_source:cawiki}} · [[Categoria:Beaches of Costa Brava]]                                    |
| Platja de Grifeu                                                                                   | Sorra fina, semiurbà                   | 170 x 30               | Llançà Badia de Llançà 42° 22′ 53″ N, 3° 09′ 20″ E / 42.38132°N,3.15564°E                        | PL-CT-17003-138           | {{ca\|Platja de Grifeu (Llançà)}} · {{WLE-AD-ES\|PL-CT-17003-138}} · {{Object location dec\|42.38132\|3.15564\|region:ES-CT_type:landmark_dim:170_source:cawiki}} · [[Categoria:Beaches of Costa Brava]]                                       |
| Platja del Port                                                                                    | Sorra fina, urbà                       | 425 x 30               | Llançà Badia de Llançà 42° 22′ 17″ N, 3° 09′ 36″ E / 42.37143°N,3.15991°E                        | PL-CT-17003-137           | {{ca\|Platja del Port (Llançà)}} · {{WLE-AD-ES\|PL-CT-17003-137}} · {{Object location dec\|42.37143\|3.15991\|region:ES-CT_type:landmark_dim:425_source:cawiki}} · [[Categoria:Beaches of Costa Brava]]                                        |
| Platja de la Gola                                                                                  | Sorra mitjana i roques, urbà           | 100 x 30               | Llançà 42° 22′ 17″ N, 3° 09′ 53″ E / 42.37138°N,3.16469°E                                        | PL-CT-17003-354           | {{ca\|Platja de la Gola (Llançà)}} · {{WLE-AD-ES\|PL-CT-17003-354}} · {{Object location dec\|42.37138\|3.16469\|region:ES-CT_type:landmark_dim:100_source:cawiki}} · [[Categoria:Beaches of Costa Brava]]                                      |
| Platja de la Farella                                                                               | Sorra mitjana, natural                 | 260 x 15               | Llançà 42° 21′ 54″ N, 3° 09′ 48″ E / 42.365050°N,3.163315°E                                      | PL-CT-17003-139           | {{ca\|Platja de la Farella (Llançà)}} · {{WLE-AD-ES\|PL-CT-17003-139}} · {{Object location dec\|42.365050\|3.163315\|region:ES-CT_type:landmark_dim:260_source:cawiki}} · [[Categoria:Beaches of Costa Brava]]                                 |
| Platja de les Tonyines                                                                             |                                        |                        | Llançà 42° 21′ 51″ N, 3° 09′ 47″ E / 42.36422°N,3.16302°E                                        | Dades centrals a Wikidata | {{ca\|Platja de les Tonyines (Llançà)}} · {{WLE-AD-ES\|}} · {{Object location dec\|42.36422\|3.16302\|region:ES-CT_type:landmark_dim:260_source:cawiki}} · [[Categoria:Beaches of Costa Brava]]                                                |
| Platja del Cau del Llop                                                                            | Grava i sorra mitjana, semiurbà        | 190 x 20               | Llançà 42° 21′ 39″ N, 3° 09′ 46″ E / 42.36088°N,3.16266°E                                        | PL-CT-17003-136           | {{ca\|Platja del Cau del Llop (Llançà)}} · {{WLE-AD-ES\|PL-CT-17003-136}} · {{Object location dec\|42.36088\|3.16266\|region:ES-CT_type:landmark_dim:190_source:cawiki}} · [[Categoria:Beaches of Costa Brava]]                                |
| Platja de la Vall                                                                                  | Sorra mitjana i roques, semiurbà       | 200 x 35               | El Port de la Selva 42° 20′ 35″ N, 3° 11′ 10″ E / 42.34299°N,3.18599°E                           | PL-CT-17003-212           | {{ca\|Platja de la Vall (el Port de la Selva)}} · {{WLE-AD-ES\|PL-CT-17003-212}} · {{Object location dec\|42.34299\|3.18599\|region:ES-CT_type:landmark_dim:200_source:cawiki}} · [[Categoria:Beaches of Costa Brava]]                         |
| Platja de l'Erola                                                                                  | Sorra mitjana, semiurbà                | 400 x 30               | El Port de la Selva 42° 20′ 09″ N, 3° 11′ 40″ E / 42.33583°N,3.19445°E                           | PL-CT-17003-211           | {{ca\|Platja de l'Erola (el Port de la Selva)}} · {{WLE-AD-ES\|PL-CT-17003-211}} · {{Object location dec\|42.33583\|3.19445\|region:ES-CT_type:landmark_dim:400_source:cawiki}} · [[Categoria:Beaches of Costa Brava]]                         |
| Platja de la Ribera, del Poble o del Port de la Selva                                              | Sorra mitjana, urbà                    | 350 x 40               | El Port de la Selva Passeig Marítim 42° 20′ 08″ N, 3° 12′ 06″ E / 42.33563°N,3.20174°E           | PL-CT-17003-210           | {{ca\|Platja de la Ribera (el Port de la Selva)}} · {{WLE-AD-ES\|PL-CT-17003-210}} · {{Object location dec\|42.33563\|3.20174\|region:ES-CT_type:landmark_dim:350_source:cawiki}} · [[Categoria:Platja de la Ribera]]                          |
| Platja de l'Escar, de Sota o de la Timba                                                           | urbà                                   | 110 x 10               | El Port de la Selva 42° 20′ 21″ N, 3° 12′ 15″ E / 42.33926°N,3.20406°E                           | PL-CT-17003-208           | {{ca\|Platja de l'Escar (el Port de la Selva)}} · {{WLE-AD-ES\|PL-CT-17003-208}} · {{Object location dec\|42.33926\|3.20406\|region:ES-CT_type:landmark_dim:110_source:cawiki}} · [[Categoria:Platja de la Timba]]                             |
| Platja del Pas                                                                                     | Sorra mitjana, semiurbà                | 50 x 12                | El Port de la Selva 42° 20′ 37″ N, 3° 12′ 06″ E / 42.34364°N,3.20173°E                           | PL-CT-17003-209           | {{ca\|Platja del Pas (el Port de la Selva)}} · {{WLE-AD-ES\|PL-CT-17003-209}} · {{Object location dec\|42.34364\|3.20173\|region:ES-CT_type:landmark_dim:50_source:cawiki}} · [[Categoria:Beaches of Costa Brava]]                             |
| Cala Tamariua                                                                                      | Sorra mitjana, nudista                 | 80 x 60                | El Port de la Selva 42° 20′ 37″ N, 3° 12′ 34″ E / 42.34368°N,3.20954°E                           | PL-CT-17003-207           | {{ca\|Cala Tamariua (el Port de la Selva)}} · {{WLE-AD-ES\|PL-CT-17003-207}} · {{Object location dec\|42.34368\|3.20954\|region:ES-CT_type:landmark_dim:80_source:cawiki}} · [[Categoria:Cala Tamariua]]                                       |
| Platja de Tavellera                                                                                | Sorra mitjana i grava, natural         | 135 x 15               | El Port de la Selva 42° 19′ 47″ N, 3° 15′ 01″ E / 42.32960°N,3.25033°E                           | PL-CT-17003-213           | {{ca\|Platja de Tavellera (el Port de la Selva)}} · {{WLE-AD-ES\|PL-CT-17003-213}} · {{Object location dec\|42.32960\|3.25033\|region:ES-CT_type:landmark_dim:135_source:cawiki}} · [[Categoria:Beaches of Costa Brava]]                       |
| Cala Portaló                                                                                       | Roques, natural                        | 50 x 30                | Cadaqués 42° 19′ 32″ N, 3° 17′ 09″ E / 42.32556°N,3.28575°E                                      | PL-CT-17003-68            | {{ca\|Cala Portaló (Cadaqués)}} · {{WLE-AD-ES\|PL-CT-17003-68}} · {{Object location dec\|42.32556\|3.28575\|region:ES-CT_type:landmark_dim:50_source:cawiki}} · [[Categoria:Beaches of Costa Brava]]                                           |
| Platja de Guillola                                                                                 |                                        |                        | Cadaqués 42° 18′ 26″ N, 3° 17′ 41″ E / 42.30713°N,3.29469°E                                      | Dades centrals a Wikidata | {{ca\|Platja de Guillola (Cadaqués)}} · {{WLE-AD-ES\|}} · {{Object location dec\|42.30713\|3.29469\|region:ES-CT_type:landmark_source:cawiki}} · [[Categoria:Beaches of Costa Brava]]                                                          |
| Platja de Sant Lluís                                                                               |                                        |                        | Cadaqués 42° 18′ 27″ N, 3° 17′ 27″ E / 42.307386°N,3.290780°E                                    | Dades centrals a Wikidata | {{ca\|Platja de Sant Lluís (Cadaqués)}} · {{WLE-AD-ES\|}} · {{Object location dec\|42.307386\|3.290780\|region:ES-CT_type:landmark_source:cawiki}} · [[Categoria:Beaches of Costa Brava]]                                                      |
| Platja de s'Alqueria                                                                               | Sorra mitjana i roques, semiurbà       | 60 x 17                | Cadaqués Racó des Mero 42° 17′ 57″ N, 3° 17′ 21″ E / 42.29913°N,3.28921°E                        | PL-CT-17003-78            | {{ca\|Platja de s'Alqueria (Cadaqués)}} · {{WLE-AD-ES\|PL-CT-17003-78}} · {{Object location dec\|42.29913\|3.28921\|region:ES-CT_type:landmark_dim:60_source:cawiki}} · [[Categoria:Beaches of Costa Brava]]                                   |
| Platja d'en Ballesta o s'Alqueria Petita                                                           | Sorra mitjana i roques, semiurbà       | 25 x 7                 | Cadaqués Racó des Mero 42° 17′ 50″ N, 3° 17′ 18″ E / 42.297301°N,3.288454°E                      | PL-CT-17003-79            | {{ca\|Platja d'en Ballesta (Cadaqués)}} · {{WLE-AD-ES\|PL-CT-17003-79}} · {{Object location dec\|42.297301\|3.288454\|region:ES-CT_type:landmark_dim:25_source:cawiki}} · [[Categoria:Beaches of Costa Brava]]                                 |
| Platja de Portlligat                                                                               | Sorra mitjana i roques, semiurbà       | 150 x 10               | Cadaqués Portlligat 42° 17′ 39″ N, 3° 17′ 13″ E / 42.29404°N,3.28684°E                           | PL-CT-17003-75            | {{ca\|Platja de Portlligat (Cadaqués)}} · {{WLE-AD-ES\|PL-CT-17003-75}} · {{Object location dec\|42.29404\|3.28684\|region:ES-CT_type:landmark_dim:150_source:cawiki}} · [[Categoria:Portlligat]]                                              |
| Platja de s'Illa                                                                                   |                                        |                        | Cadaqués Illa de Portlligat 42° 17′ 27″ N, 3° 17′ 42″ E / 42.29095°N,3.29501°E                   | Dades centrals a Wikidata | {{ca\|Platja de s'Illa (Cadaqués)}} · {{WLE-AD-ES\|}} · {{Object location dec\|42.29095\|3.29501\|region:ES-CT_type:landmark_source:cawiki}} · [[Categoria:Beaches of Costa Brava]]                                                            |
| Platja des Caials                                                                                  |                                        |                        | Cadaqués Es Caials 42° 17′ 08″ N, 3° 17′ 44″ E / 42.285548°N,3.295650°E                          | Dades centrals a Wikidata | {{ca\|Platja des Caials (Cadaqués)}} · {{WLE-AD-ES\|}} · {{Object location dec\|42.285548\|3.295650\|region:ES-CT_type:landmark_source:cawiki}} · [[Categoria:Beaches of Costa Brava]]                                                         |
| Platja Confitera                                                                                   |                                        |                        | Cadaqués 42° 17′ 01″ N, 3° 17′ 28″ E / 42.283619°N,3.291247°E                                    | Dades centrals a Wikidata | {{ca\|Platja Confitera (Cadaqués)}} · {{WLE-AD-ES\|}} · {{Object location dec\|42.283619\|3.291247\|region:ES-CT_type:landmark_source:cawiki}} · [[Categoria:Beaches of Costa Brava]]                                                          |
| Platja d'en Pere Fet                                                                               |                                        |                        | Cadaqués 42° 17′ 01″ N, 3° 17′ 18″ E / 42.283615°N,3.288394°E                                    | Dades centrals a Wikidata | {{ca\|Platja d'en Pere Fet (Cadaqués)}} · {{WLE-AD-ES\|}} · {{Object location dec\|42.283615\|3.288394\|region:ES-CT_type:landmark_source:cawiki}} · [[Categoria:Platja d'en Pere Fet]]                                                        |
| Platja d'en Ros                                                                                    | Grava i sorra mitjana, semiurbà        | 70 x 10                | Cadaqués 42° 17′ 04″ N, 3° 17′ 16″ E / 42.28440°N,3.28772°E                                      | PL-CT-17003-76            | {{ca\|Platja d'en Ros (Cadaqués)}} · {{WLE-AD-ES\|PL-CT-17003-76}} · {{Object location dec\|42.28440\|3.28772\|region:ES-CT_type:landmark_dim:70_source:cawiki}} · [[Categoria:Beaches of Costa Brava]]                                        |
| Platja de ses Oliveres                                                                             | Grava i sorra mitjana, semiurbà        | 100 x 10               | Cadaqués 42° 17′ 10″ N, 3° 17′ 09″ E / 42.28599°N,3.28597°E                                      | PL-CT-17003-80            | {{ca\|Platja de ses Oliveres (Cadaqués)}} · {{WLE-AD-ES\|PL-CT-17003-80}} · {{Object location dec\|42.28599\|3.28597\|region:ES-CT_type:landmark_dim:100_source:cawiki}} · [[Categoria:Beaches of Costa Brava]]                                |
| Es Pianc                                                                                           | Sorra mitjana i roques, urbà           | 40 x 10                | Cadaqués 42° 17′ 16″ N, 3° 16′ 54″ E / 42.28767°N,3.28174°E                                      | PL-CT-17003-69            | {{ca\|Es Pianc (Cadaqués)}} · {{WLE-AD-ES\|PL-CT-17003-69}} · {{Object location dec\|42.28767\|3.28174\|region:ES-CT_type:landmark_dim:40_source:cawiki}} · [[Categoria:Beaches of Costa Brava]]                                               |
| Es Poal                                                                                            | Sorra mitjana i roques, urbà           | 50 x 10                | Cadaqués 42° 17′ 19″ N, 3° 16′ 51″ E / 42.28865°N,3.28084°E                                      | PL-CT-17003-70            | {{ca\|Es Poal (Cadaqués)}} · {{WLE-AD-ES\|PL-CT-17003-70}} · {{Object location dec\|42.28865\|3.28084\|region:ES-CT_type:landmark_dim:50_source:cawiki}} · [[Categoria:Beaches of Costa Brava]]                                                |
| Platja Gran o es Portal                                                                            | Grava i sorra mitjana, urbà            | 300 x 12               | Cadaqués Badia de Cadaqués 42° 17′ 19″ N, 3° 16′ 42″ E / 42.28864°N,3.27824°E                    | PL-CT-17003-72            | {{ca\|Platja Gran (Cadaqués)}} · {{WLE-AD-ES\|PL-CT-17003-72}} · {{Object location dec\|42.28864\|3.27824\|region:ES-CT_type:landmark_dim:300_source:cawiki}} · [[Categoria:Beaches of Costa Brava]]                                           |
| Port d'Alguer o Portdoguer                                                                         | Grava i sorra mitjana, urbà            | 65 x 15                | Cadaqués Badia de Cadaqués 42° 17′ 14″ N, 3° 16′ 34″ E / 42.28733°N,3.27617°E                    | PL-CT-17003-74            | {{ca\|Port d'Alguer (Cadaqués)}} · {{WLE-AD-ES\|PL-CT-17003-74}} · {{Object location dec\|42.28733\|3.27617\|region:ES-CT_type:landmark_dim:65_source:cawiki}} · [[Categoria:Beaches of Costa Brava]]                                          |
| Platja des Llaner Gros o platges del Llané Gran i Petit                                            | Sorra mitjana i roques, urbà           | 120 x 12               | Cadaqués 42° 17′ 03″ N, 3° 16′ 32″ E / 42.28415°N,3.27546°E                                      | PL-CT-17003-73            | {{ca\|Platja des Llaner Gros (Cadaqués)}} · {{WLE-AD-ES\|PL-CT-17003-73}} · {{Object location dec\|42.28415\|3.27546\|region:ES-CT_type:landmark_dim:120_source:cawiki}} · [[Categoria:Beaches of Costa Brava]]                                |
| Platja des Sortell                                                                                 | Grava i sorra mitjana, semiurbà        | 50 x 10                | Cadaqués Punta des Sortell 42° 16′ 56″ N, 3° 16′ 42″ E / 42.28216°N,3.27846°E                    | PL-CT-17003-71            | {{ca\|Platja des Sortell (Cadaqués)}} · {{WLE-AD-ES\|PL-CT-17003-71}} · {{Object location dec\|42.28216\|3.27846\|region:ES-CT_type:landmark_dim:50_source:cawiki}} · [[Categoria:Beaches of Costa Brava]]                                     |
| Platja de sa Conca o de Sant Pius                                                                  | Grava, semiurbà                        | 100 x 11               | Cadaqués 42° 16′ 52″ N, 3° 16′ 37″ E / 42.28101°N,3.27683°E                                      | PL-CT-17003-77            | {{ca\|Platja de sa Conca (Cadaqués)}} · {{WLE-AD-ES\|PL-CT-17003-77}} · {{Object location dec\|42.28101\|3.27683\|region:ES-CT_type:landmark_dim:100_source:cawiki}} · [[Categoria:Beaches of Costa Brava]]                                    |
| Platja de sa Sabolla                                                                               |                                        |                        | Cadaqués 42° 16′ 13″ N, 3° 16′ 58″ E / 42.270220°N,3.282804°E                                    | Dades centrals a Wikidata | {{ca\|Platja de sa Sabolla (Cadaqués)}} · {{WLE-AD-ES\|}} · {{Object location dec\|42.270220\|3.282804\|region:ES-CT_type:landmark_source:cawiki}} · [[Categoria:Beaches of Costa Brava]]                                                      |
| Platja de Jóncols                                                                                  | Grava i sorra mitjana, semiurbà        | 190 x 50               | Roses Cala Jóncols 42° 15′ 11″ N, 3° 15′ 14″ E / 42.25311°N,3.25389°E                            | PL-CT-17003-230           | {{ca\|Platja de Jóncols (Roses)}} · {{WLE-AD-ES\|PL-CT-17003-230}} · {{Object location dec\|42.25311\|3.25389\|region:ES-CT_type:landmark_dim:190_source:cawiki}} · [[Categoria:Beaches of Costa Brava]]                                       |
| Platja del Canadell, Cala Canadell                                                                 | Grava, natural                         | 75 x 20                | Roses Cap de Norfeu 42° 14′ 48″ N, 3° 15′ 10″ E / 42.24667°N,3.25269°E                           | PL-CT-17003-229           | {{ca\|Platja del Canadell (Roses)}} · {{WLE-AD-ES\|PL-CT-17003-229}} · {{Object location dec\|42.24667\|3.25269\|region:ES-CT_type:landmark_dim:75_source:cawiki}} · [[Categoria:Beaches of Costa Brava]]                                      |
| Platja de la Pelosa                                                                                | Sorra mitjana, natural                 | 130 x 13               | Roses Cala Pelosa 42° 14′ 59″ N, 3° 14′ 39″ E / 42.24967°N,3.24406°E                             | PL-CT-17003-231           | {{ca\|Platja de la Pelosa (Roses)}} · {{WLE-AD-ES\|PL-CT-17003-231}} · {{Object location dec\|42.24967\|3.24406\|region:ES-CT_type:landmark_dim:130_source:cawiki}} · [[Categoria:Beaches of Costa Brava]]                                     |
| Platja del Calitjàs                                                                                | Sorra mitjana i grava, natural         | 55 x 8                 | Roses Cala Calitjàs 42° 15′ 04″ N, 3° 14′ 21″ E / 42.25107°N,3.23909°E                           | PL-CT-17003-228           | {{ca\|Platja del Calitjàs (Roses)}} · {{WLE-AD-ES\|PL-CT-17003-228}} · {{Object location dec\|42.25107\|3.23909\|region:ES-CT_type:landmark_dim:55_source:cawiki}} · [[Categoria:Beaches of Costa Brava]]                                      |
| Platja de Montjoi, Cala Montjoi                                                                    | Grava i sorra mitjana, semiurbà        | 310 x 25               | Roses Badia de Montjoi 42° 15′ 05″ N, 3° 13′ 41″ E / 42.25127°N,3.22800°E                        | PL-CT-17003-232           | {{ca\|Platja de Montjoi (Roses)}} · {{WLE-AD-ES\|PL-CT-17003-232}} · {{Object location dec\|42.25127\|3.22800\|region:ES-CT_type:landmark_dim:310_source:cawiki}} · [[Categoria:Beaches of Costa Brava]]                                       |
| Platja del Calis                                                                                   |                                        |                        | Roses Badia de Montjoi 42° 14′ 58″ N, 3° 13′ 36″ E / 42.249309°N,3.226714°E                      | Dades centrals a Wikidata | {{ca\|Platja del Calis (Roses)}} · {{WLE-AD-ES\|}} · {{Object location dec\|42.249309\|3.226714\|region:ES-CT_type:landmark_dim:50_source:cawiki}} · [[Categoria:Beaches of Costa Brava]]                                                      |
| Platja de la Rostella                                                                              | Grava, natural                         | 110 x 10               | Roses Cala Rostella 42° 14′ 39″ N, 3° 13′ 34″ E / 42.24404°N,3.22614°E                           | PL-CT-17003-234           | {{ca\|Platja de la Rostella (Roses)}} · {{WLE-AD-ES\|PL-CT-17003-234}} · {{Object location dec\|42.24404\|3.22614\|region:ES-CT_type:landmark_dim:110_source:cawiki}} · [[Categoria:Beaches of Costa Brava]]                                   |
| Platja de la Murtra                                                                                | Sorra mitjana i grava, nudista         | 100 x 10               | Roses Cala Murtra 42° 14′ 23″ N, 3° 13′ 29″ E / 42.23976°N,3.22469°E                             | PL-CT-17003-233           | {{ca\|Platja de la Murtra (Roses)}} · {{WLE-AD-ES\|PL-CT-17003-233}} · {{Object location dec\|42.23976\|3.22469\|region:ES-CT_type:landmark_dim:100_source:cawiki}} · [[Categoria:Beaches of Costa Brava]]                                     |
| Cala del Lledó                                                                                     |                                        |                        | Roses 42° 14′ 12″ N, 3° 13′ 14″ E / 42.236618°N,3.220551°E                                       | Dades centrals a Wikidata | {{ca\|Cala del Lledó (Roses)}} · {{WLE-AD-ES\|}} · {{Object location dec\|42.236618\|3.220551\|region:ES-CT_type:landmark_dim:50_source:cawiki}} · [[Categoria:Beaches of Costa Brava]]                                                        |
| Platja de Canyelles Grosses o de l'Almadrava                                                       | Sorra fina, urbà                       | 450 x 25               | Roses Cala de Canyelles Grosses, l'Almadrava 42° 14′ 27″ N, 3° 12′ 26″ E / 42.24075°N,3.20736°E  | PL-CT-17003-238           | {{ca\|Platja de Canyelles Grosses (Roses)}} · {{WLE-AD-ES\|PL-CT-17003-238}} · {{Object location dec\|42.24075\|3.20736\|region:ES-CT_type:landmark_dim:450_source:cawiki}} · [[Categoria:Beaches of Costa Brava]]                             |
| Platja de Bonifaci                                                                                 |                                        |                        | Roses 42° 14′ 37″ N, 3° 11′ 55″ E / 42.243692°N,3.198577°E                                       | Dades centrals a Wikidata | {{ca\|Platja de Bonifaci (Roses)}} · {{WLE-AD-ES\|}} · {{Object location dec\|42.243692\|3.198577\|region:ES-CT_type:landmark_dim:80_source:cawiki}} · [[Categoria:Beaches of Costa Brava]]                                                    |
| Platja de Canyelles Petites                                                                        | Sorra fina, semiurbà                   | 315 x 28               | Roses 42° 14′ 50″ N, 3° 11′ 48″ E / 42.24709°N,3.19653°E                                         | PL-CT-17003-235           | {{ca\|Platja de Canyelles Petites (Roses)}} · {{WLE-AD-ES\|PL-CT-17003-235}} · {{Object location dec\|42.24709\|3.19653\|region:ES-CT_type:landmark_dim:315_source:cawiki}} · [[Categoria:Beaches of Costa Brava]]                             |
| Platja dels Palangrers                                                                             | Sorra fina, semiurbà                   | 135 x 20               | Roses Urbanització Els Balis 42° 15′ 02″ N, 3° 10′ 54″ E / 42.25055°N,3.18179°E                  | PL-CT-17003-236           | {{ca\|Platja dels Palangrers (Roses)}} · {{WLE-AD-ES\|PL-CT-17003-236}} · {{Object location dec\|42.25055\|3.18179\|region:ES-CT_type:landmark_dim:135_source:cawiki}} · [[Categoria:Beaches of Costa Brava]]                                  |
| Platja de la Punta, platja de la Perola                                                            | Sorra fina, urbà                       | 440 x 40               | Roses 42° 15′ 34″ N, 3° 10′ 42″ E / 42.25943°N,3.17832°E                                         | PL-CT-17003-237           | {{ca\|Platja de la Punta (Roses)}} · {{WLE-AD-ES\|PL-CT-17003-237}} · {{Object location dec\|42.25943\|3.17832\|region:ES-CT_type:landmark_dim:440_source:cawiki}} · [[Categoria:Beaches of Costa Brava]]                                      |
| Platja Nova                                                                                        | Sorra fina, urbà                       |                        | Roses 42° 15′ 49″ N, 3° 10′ 24″ E / 42.263658°N,3.173436°E                                       | Dades centrals a Wikidata | {{ca\|Platja Nova (Roses)}} · {{WLE-AD-ES\|}} · {{Object location dec\|42.263658\|3.173436\|region:ES-CT_type:landmark_dim:600_source:cawiki}} · [[Categoria:Beaches of Costa Brava]]                                                          |
| Platja del Rastell o de Roses                                                                      | Sorra fina, urbà                       | 800 x 40               | Roses 42° 15′ 52″ N, 3° 10′ 15″ E / 42.26444°N,3.17076°E                                         | PL-CT-17003-239           | {{ca\|Platja del Rastell (Roses)}} · {{WLE-AD-ES\|PL-CT-17003-239}} · {{Object location dec\|42.26444\|3.17076\|region:ES-CT_type:landmark_dim:800_source:cawiki}} · [[Categoria:Beaches of Costa Brava]]                                      |
| Platja del Salatar                                                                                 | Sorra fina, urbà                       | 680 x 40               | Roses 42° 15′ 50″ N, 3° 09′ 35″ E / 42.26396°N,3.15967°E                                         | PL-CT-17003-240           | {{ca\|Platja del Salatar (Roses)}} · {{WLE-AD-ES\|PL-CT-17003-240}} · {{Object location dec\|42.26396\|3.15967\|region:ES-CT_type:landmark_dim:680_source:cawiki}} · [[Categoria:Beaches of Costa Brava]]                                      |
| Platja de Santa Margarida                                                                          | Sorra fina, urbà                       | 560 x 55               | Roses Urbanització de Santa Margarida 42° 15′ 40″ N, 3° 09′ 14″ E / 42.26125°N,3.15398°E         | PL-CT-17003-241           | {{ca\|Platja de Santa Margarida (Roses)}} · {{WLE-AD-ES\|PL-CT-17003-241}} · {{Object location dec\|42.26125\|3.15398\|region:ES-CT_type:landmark_dim:560_source:cawiki}} · [[Categoria:Beaches of Costa Brava]]                               |
| Platja de la Rovina o Rubina                                                                       | Sorra fina, natural                    | 1.700 x 10             | Castelló d'Empúries 42° 15′ 06″ N, 3° 08′ 22″ E / 42.25176°N,3.13958°E                           | PL-CT-17003-110           | {{ca\|Platja de la Rovina (Castelló d'Empúries)}} · {{WLE-AD-ES\|PL-CT-17003-110}} · {{Object location dec\|42.25176\|3.13958\|region:ES-CT_type:landmark_dim:1700_source:cawiki}} · [[Categoria:Beaches of Costa Brava]]                      |
| Platja d'Empuriabrava                                                                              | Sorra fina, urbà                       | 1.575 x 90             | Castelló d'Empúries Empuriabrava 42° 14′ 33″ N, 3° 07′ 51″ E / 42.2424°N,3.1309°E                | PL-CT-17003-109           | {{ca\|Platja d'Empuriabrava (Castelló d'Empúries)}} · {{WLE-AD-ES\|PL-CT-17003-109}} · {{Object location dec\|42.2424\|3.1309\|region:ES-CT_type:landmark_dim:1575_source:cawiki}} · [[Categoria:Empuriabrava]]                                |
| Platja de Can Comes                                                                                | Sorra fina, nudista                    | 4.000 x 65             | Castelló d'Empúries Entre la Muga i el Fluvià 42° 13′ 17″ N, 3° 06′ 59″ E / 42.22134°N,3.11634°E | PL-CT-17003-108           | {{ca\|Platja de Can Comes (Castelló d'Empúries)}} · {{WLE-AD-ES\|PL-CT-17003-108}} · {{Object location dec\|42.22134\|3.11634\|region:ES-CT_type:landmark_dim:4000_source:cawiki}} · [[Categoria:Beaches of Costa Brava]]                      |
| Platja de la Gola                                                                                  |                                        |                        | Sant Pere Pescador Gola del Fluvià 42° 11′ 53″ N, 3° 06′ 39″ E / 42.19814°N,3.11077°E            | Dades centrals a Wikidata | {{ca\|Platja de la Gola (Sant Pere Pescador)}} · {{WLE-AD-ES\|}} · {{Object location dec\|42.19814\|3.11077\|region:ES-CT_type:landmark_dim:800_source:cawiki}} · [[Categoria:Beaches of Costa Brava]]                                         |
| Platja de Sant Pere Pescador: Can Martinet, Can Nera, Can Sopa, Cal Cristià, Cortal de la Vila     | Sorra fina, nudista                    | 6.000 x 90             | Sant Pere Pescador 42° 10′ 58″ N, 3° 06′ 39″ E / 42.1829°N,3.1107°E                              | PL-CT-17003-270           | {{ca\|Platja de Sant Pere Pescador}} · {{WLE-AD-ES\|PL-CT-17003-270}} · {{Object location dec\|42.1829\|3.1107\|region:ES-CT_type:landmark_dim:6000_source:cawiki}} · [[Categoria:Beaches of Costa Brava]]                                     |
| Platja de la Devesa                                                                                |                                        |                        | Sant Pere Pescador 42° 10′ 58″ N, 3° 06′ 39″ E / 42.1829°N,3.1107°E                              | Dades centrals a Wikidata | {{ca\|Platja de la Devesa (Sant Pere Pescador)}} · {{WLE-AD-ES\|}} · {{Object location dec\|42.1829\|3.1107\|region:ES-CT_type:landmark_dim:6000_source:cawiki}} · [[Categoria:Beaches of Costa Brava]]                                        |
| Platja del Riuet                                                                                   | Sorra fina, semiurbà                   | 700 x 60               | L'Escala Sant Martí d'Empúries 42° 08′ 34″ N, 3° 07′ 03″ E / 42.14270°N,3.11758°E                | PL-CT-17003-128           | {{ca\|Platja del Riuet (l'Escala)}} · {{WLE-AD-ES\|PL-CT-17003-128}} · {{Object location dec\|42.14270\|3.11758\|region:ES-CT_type:landmark_dim:700_source:cawiki}} · [[Categoria:Beaches of Costa Brava]]                                     |
| Platja d'Empúries, platja del Moll Grec                                                            | Sorra fina, semiurbà                   | 400 x 20               | L'Escala Sant Martí d'Empúries 42° 08′ 16″ N, 3° 07′ 10″ E / 42.13791°N,3.11945°E                | PL-CT-17003-133           | {{ca\|Platja d'Empúries (l'Escala)}} · {{WLE-AD-ES\|PL-CT-17003-133}} · {{Object location dec\|42.13791\|3.11945\|region:ES-CT_type:landmark_dim:400_source:cawiki}} · [[Categoria:Beaches of Costa Brava]]                                    |
| Platja del Moll Grec                                                                               |                                        |                        | L'Escala Sant Martí d'Empúries 42° 08′ 11″ N, 3° 07′ 17″ E / 42.136286°N,3.121381°E              | Dades centrals a Wikidata | {{ca\|Platja del Moll Grec (l'Escala)}} · {{WLE-AD-ES\|}} · {{Object location dec\|42.136286\|3.121381\|region:ES-CT_type:landmark_dim:300_source:cawiki}} · [[Categoria:Beaches of Costa Brava]]                                              |
| Platja del Convent o de les Muscleres                                                              | Sorra fina, natural                    | 350 x 15               | L'Escala Empúries 42° 08′ 02″ N, 3° 07′ 18″ E / 42.13401°N,3.12175°E                             | PL-CT-17003-130           | {{ca\|Platja del Convent (l'Escala)}} · {{WLE-AD-ES\|PL-CT-17003-130}} · {{Object location dec\|42.13401\|3.12175\|region:ES-CT_type:landmark_dim:350_source:cawiki}} · [[Categoria:Beaches of Costa Brava]]                                   |
| Platja del Portitxol                                                                               | Sorra fina, natural                    | 230 x 15               | L'Escala Empúries 42° 07′ 55″ N, 3° 07′ 20″ E / 42.13188°N,3.12233°E                             | PL-CT-17003-126           | {{ca\|Platja del Portitxol (l'Escala)}} · {{WLE-AD-ES\|PL-CT-17003-126}} · {{Object location dec\|42.13188\|3.12233\|region:ES-CT_type:landmark_dim:230_source:cawiki}} · [[Categoria:Beaches of Costa Brava]]                                 |
| Platja del Rec del Molí                                                                            | Sorra fina, semiurbà                   | 350 x 15               | L'Escala 42° 07′ 39″ N, 3° 07′ 28″ E / 42.12742°N,3.12451°E                                      | PL-CT-17003-127           | {{ca\|Platja del Rec del Molí (l'Escala)}} · {{WLE-AD-ES\|PL-CT-17003-127}} · {{Object location dec\|42.12742\|3.12451\|region:ES-CT_type:landmark_dim:350_source:cawiki}} · [[Categoria:Beaches of Costa Brava]]                              |
| Cala de la Creu                                                                                    | Roques i sorra fina, urbà              | 80 x 10                | L'Escala 42° 07′ 37″ N, 3° 07′ 45″ E / 42.12694°N,3.12923°E                                      | PL-CT-17003-125           | {{ca\|Cala de la Creu (l'Escala)}} · {{WLE-AD-ES\|PL-CT-17003-125}} · {{Object location dec\|42.12694\|3.12923\|region:ES-CT_type:landmark_dim:80_source:cawiki}} · [[Categoria:Beaches of Costa Brava]]                                       |
| Platja de l'Escala, la Platja o platja de les Barques i Mar d'en Manassa                           | Sorra mitjana i grava, urbà            | 100 x 20               | L'Escala Port de l'Escala 42° 07′ 35″ N, 3° 08′ 00″ E / 42.12648°N,3.13338°E                     | PL-CT-17003-129           | {{ca\|La Platja (l'Escala)}} · {{WLE-AD-ES\|PL-CT-17003-129}} · {{Object location dec\|42.12648\|3.13338\|region:ES-CT_type:landmark_dim:100_source:cawiki}} · [[Categoria:Beaches of Costa Brava]]                                            |
| Platja del Port d'en Perris                                                                        | Grava i sorra mitjana, urbà            | 40 x 10                | L'Escala Port de l'Escala 42° 07′ 35″ N, 3° 08′ 07″ E / 42.12638°N,3.13533°E                     | PL-CT-17003-131           | {{ca\|Platja del Port d'en Perris (l'Escala)}} · {{WLE-AD-ES\|PL-CT-17003-131}} · {{Object location dec\|42.12638\|3.13533\|region:ES-CT_type:landmark_dim:40_source:cawiki}} · [[Categoria:Beaches of Costa Brava]]                           |
| Platja de Riells                                                                                   | Sorra mitjana, urbà                    | 700 x 25               | L'Escala 42° 06′ 54″ N, 3° 08′ 22″ E / 42.11511°N,3.13958°E                                      | PL-CT-17003-132           | {{ca\|Platja dels Riells (l'Escala)}} · {{WLE-AD-ES\|PL-CT-17003-132}} · {{Object location dec\|42.11511\|3.13958\|region:ES-CT_type:landmark_dim:700_source:cawiki}} · [[Categoria:Beaches of Costa Brava]]                                   |
| Platja de l'Illa Mateua                                                                            |                                        |                        | L'Escala 42° 06′ 47″ N, 3° 09′ 57″ E / 42.113086°N,3.165780°E                                    | Dades centrals a Wikidata | {{ca\|Platja de l'Illa Mateua (l'Escala)}} · {{WLE-AD-ES\|}} · {{Object location dec\|42.113086\|3.165780\|region:ES-CT_type:landmark_dim:220_source:cawiki}} · [[Categoria:Beaches of Costa Brava]]                                           |
| Platja de Montgó, Cala Montgó                                                                      | Sorra fina, semiurbà                   | 180 x 50               | Torroella de Montgrí L'Estartit 42° 06′ 29″ N, 3° 10′ 08″ E / 42.10796°N,3.16878°E               | PL-CT-17003-320           | {{ca\|Platja de Montgó (Torroella de Montgrí)}} · {{WLE-AD-ES\|PL-CT-17003-320}} · {{Object location dec\|42.10796\|3.16878\|region:ES-CT_type:landmark_dim:180_source:cawiki}} · [[Categoria:Cala Montgó]]                                    |
| Cala Ferriol o Cala Ferriola                                                                       |                                        |                        | Torroella de Montgrí 42° 04′ 59″ N, 3° 11′ 42″ E / 42.08317°N,3.19496°E                          | Dades centrals a Wikidata | {{ca\|Cala Ferriol (Torroella de Montgrí)}} · {{WLE-AD-ES\|}} · {{Object location dec\|42.08317\|3.19496\|region:ES-CT_type:landmark_dim:100_source:cawiki}} · [[Categoria:Beaches of Costa Brava]]                                            |
| Platja de la Cala Pedrosa (Cala Pedrosa (Torroella de Montgrí)                                     | Còdols                                 | 12x51                  | Torroella de Montgrí 42° 04′ 25″ N, 3° 12′ 09″ E / 42.07354°N,3.20254°E                          | Dades centrals a Wikidata | {{ca\|Cala Pedrosa (Torroella de Montgrí)}} · {{WLE-AD-ES\|}} · {{Object location dec\|42.07354\|3.20254\|region:ES-CT_type:landmark_dim:200_source:cawiki}} · [[Categoria:Beaches of Costa Brava]]                                            |
| Platja de l'Estartit i sector dels Griells                                                         | Sorra fina, urbà                       | 3.000 x 95             | Torroella de Montgrí L'Estartit 42° 02′ 42″ N, 3° 11′ 48″ E / 42.0449°N,3.1966°E                 | PL-CT-17003-321           | {{ca\|Platja de l'Estartit (Torroella de Montgrí)}} · {{WLE-AD-ES\|PL-CT-17003-321}} · {{Object location dec\|42.0449\|3.1966\|region:ES-CT_type:landmark_dim:2000_source:cawiki}} · [[Categoria:L'Estartit]]                                  |
| Platja de la Gola del Ter                                                                          | Sorra mitjana                          | 800 x 70               | Torroella de Montgrí L'Estartit 42° 01′ 14″ N, 3° 11′ 41″ E / 42.02044°N,3.19468°E               | Dades centrals a Wikidata | {{ca\|Platja de la Gola del Ter (Torroella de Montgrí)}} · {{WLE-AD-ES\|}} · {{Object location dec\|42.02044\|3.19468\|region:ES-CT_type:landmark_dim:800_source:cawiki}} · [[Categoria:Gola del Ter]]                                         |
| Platja de la Fonollera o de Mas Pinell                                                             | Sorra mitjana, semiurbà                | 2.200 x 60             | Torroella de Montgrí L'Estartit 42° 00′ 39″ N, 3° 11′ 45″ E / 42.01070°N,3.19589°E               | PL-CT-17003-322           | {{ca\|Platja de la Fonollera (Torroella de Montgrí)}} · {{WLE-AD-ES\|PL-CT-17003-322}} · {{Object location dec\|42.01070\|3.19589\|region:ES-CT_type:landmark_dim:2200_source:cawiki}} · [[Categoria:Platja de Mas Pinell]]                    |
| Platja de Pals o platja Gran i platja del Grau                                                     | Sorra fina, semiurbà                   | 4.200 x 60             | Pals 41° 59′ 33″ N, 3° 12′ 04″ E / 41.99263°N,3.20098°E                                          | PL-CT-17003-195           | {{ca\|Platja de Pals}} · {{WLE-AD-ES\|PL-CT-17003-195}} · {{Object location dec\|41.99263\|3.20098\|region:ES-CT_type:landmark_dim:4200_source:cawiki}} · [[Categoria:Beaches of Costa Brava]]                                                 |
| Platja del Racó                                                                                    | Sorra fina, semiurbà                   | 300 x 65               | Begur Badia de Pals 41° 58′ 48″ N, 3° 12′ 29″ E / 41.98004°N,3.20806°E                           | PL-CT-17003-57            | {{ca\|Platja del Racó (Begur)}} · {{WLE-AD-ES\|PL-CT-17003-57}} · {{Object location dec\|41.98004\|3.20806\|region:ES-CT_type:landmark_dim:300_source:cawiki}} · [[Categoria:Beaches of Costa Brava]]                                          |
| Platja de l'Illa Roja                                                                              | Sorra mitjana, nudista                 | 180 x 20               | Begur Cala de l'Illa Roja i cala Moreta 41° 58′ 39″ N, 3° 12′ 37″ E / 41.97751°N,3.21031°E       | PL-CT-17003-58            | {{ca\|Platja de l'Illa Roja (Begur)}} · {{WLE-AD-ES\|PL-CT-17003-58}} · {{Object location dec\|41.97751\|3.21031\|region:ES-CT_type:landmark_dim:180_source:cawiki}} · [[Categoria:Platja de l'Illa Roja]]                                     |
| Platja de sa Riera                                                                                 | Sorra mitjana, semiurbà                | 200 x 50               | Begur 41° 58′ 22″ N, 3° 12′ 40″ E / 41.97284°N,3.21101°E                                         | PL-CT-17003-61            | {{ca\|Platja de sa Riera (Begur)}} · {{WLE-AD-ES\|PL-CT-17003-61}} · {{Object location dec\|41.97284\|3.21101\|region:ES-CT_type:landmark_dim:200_source:cawiki}} · [[Categoria:Beaches of Costa Brava]]                                       |
| Cala d'Aiguafreda                                                                                  | Roques, natural                        | 30 x 5                 | Begur 41° 57′ 52″ N, 3° 13′ 37″ E / 41.964532°N,3.226965°E                                       | PL-CT-17003-56            | {{ca\|Cala d'Aiguafreda (Begur)}} · {{WLE-AD-ES\|PL-CT-17003-56}} · {{Object location dec\|41.964532\|3.226965\|region:ES-CT_type:landmark_dim:100_source:cawiki}} · [[Categoria:Cala d'Aiguafreda]]                                           |
| Platja de sa Tuna                                                                                  | Grava i sorra mitjana, semiurbà        | 80 x 15                | Begur Sa Tuna 41° 57′ 38″ N, 3° 13′ 47″ E / 41.960434°N,3.229673°E                               | PL-CT-17003-62            | {{ca\|Platja de sa Tuna (Begur)}} · {{WLE-AD-ES\|PL-CT-17003-62}} · {{Object location dec\|41.960434\|3.229673\|region:ES-CT_type:landmark_dim:80_source:cawiki}} · [[Categoria:Beaches of Costa Brava]]                                       |
| Platja Fonda                                                                                       | Sorra mitjana, natural                 | 170 x 30               | Begur 41° 56′ 31″ N, 3° 13′ 03″ E / 41.94193°N,3.21751°E                                         | PL-CT-17003-59            | {{ca\|Platja Fonda (Begur)}} · {{WLE-AD-ES\|PL-CT-17003-59}} · {{Object location dec\|41.94193\|3.21751\|region:ES-CT_type:landmark_dim:170_source:cawiki}} · [[Categoria:Beaches of Costa Brava]]                                             |
| Platja d'en Malaret, Platja del Port d'Esclanyà                                                    | Sorra mitjana, natural                 | 50 x 20                | Begur 41° 56′ 10″ N, 3° 12′ 51″ E / 41.93615°N,3.21420°E                                         | PL-CT-17003-60            | {{ca\|Platja d'en Malaret (Begur)}} · {{WLE-AD-ES\|PL-CT-17003-60}} · {{Object location dec\|41.93615\|3.21420\|region:ES-CT_type:landmark_dim:50_source:cawiki}} · [[Categoria:Beaches of Costa Brava]]                                       |
| Platja d'Aiguablava                                                                                | Sorra fina, natural                    | 75 x 25                | Begur 41° 56′ 02″ N, 3° 12′ 58″ E / 41.93396°N,3.21619°E                                         | PL-CT-17003-55            | {{ca\|Platja d'Aiguablava (Begur)}} · {{WLE-AD-ES\|PL-CT-17003-55}} · {{Object location dec\|41.93396\|3.21619\|region:ES-CT_type:landmark_dim:75_source:cawiki}} · [[Categoria:Aiguablava]]                                                   |
| Cala d'Aigua Xelida: platja Gran, de la Font, de la Sorellera i d'en Gotes                         | Grava i sorra mitjana, semiurbà        | 200 x 13               | Palafrugell Tamariu 41° 55′ 18″ N, 3° 12′ 56″ E / 41.92162°N,3.21554°E                           | PL-CT-17003-175           | {{ca\|Cala d'Aigua Xelida (Palafrugell)}} · {{WLE-AD-ES\|PL-CT-17003-175}} · {{Object location dec\|41.92162\|3.21554\|region:ES-CT_type:landmark_dim:200_source:cawiki}} · [[Categoria:Beaches of Costa Brava]]                               |
| Platja de Tamariu                                                                                  | Sorra mitjana, urbà                    | 220 x 40               | Palafrugell Tamariu 41° 55′ 04″ N, 3° 12′ 27″ E / 41.91781°N,3.20758°E                           | PL-CT-17003-184           | {{ca\|Platja de Tamariu (Palafrugell)}} · {{WLE-AD-ES\|PL-CT-17003-184}} · {{Object location dec\|41.91781\|3.20758\|region:ES-CT_type:landmark_dim:220_source:cawiki}} · [[Categoria:Tamariu]]                                                |
| Es Portió, platja dels Lliris                                                                      |                                        |                        | Palafrugell 41° 55′ 02″ N, 3° 12′ 26″ E / 41.91727°N,3.207328°E                                  | Dades centrals a Wikidata | {{ca\|Es Portió (Palafrugell)}} · {{WLE-AD-ES\|}} · {{Object location dec\|41.91727\|3.207328\|region:ES-CT_type:landmark_dim:40_source:cawiki}} · [[Categoria:Beaches of Costa Brava]]                                                        |
| Cala Pedrosa, Platja de Cala Pedrosa                                                               |                                        | 33 x 41                | Palafrugell 41° 54′ 29″ N, 3° 12′ 24″ E / 41.907946°N,3.206671°E                                 | Dades centrals a Wikidata | {{ca\|Platja de Cala Pedrosa (Palafrugell)}} · {{WLE-AD-ES\|}} · {{Object location dec\|41.907946\|3.206671\|region:ES-CT_type:landmark_dim:70_source:cawiki}} · [[Categoria:Cala Pedrosa (Tamariu)]]                                          |
| Platja de Cala del Cau també anomenat Cala de Gens                                                 |                                        |                        | Palafrugell 41° 54′ 02″ N, 3° 12′ 20″ E / 41.900511°N,3.205429°E                                 | Dades centrals a Wikidata | {{ca\|Platja de Cala de Gens (Palafrugell)}} · {{WLE-AD-ES\|}} · {{Object location dec\|41.900511\|3.205429\|region:ES-CT_type:landmark_dim:80_source:cawiki}} · [[Categoria:Beaches of Costa Brava]]                                          |
| Platja de Llafranc                                                                                 | Sorra mitjana, urbà                    | 330 x 40               | Palafrugell 41° 53′ 38″ N, 3° 11′ 41″ E / 41.89381°N,3.19483°E                                   | PL-CT-17003-180           | {{ca\|Platja de Llafranc (Palafrugell)}} · {{WLE-AD-ES\|PL-CT-17003-180}} · {{Object location dec\|41.89381\|3.19483\|region:ES-CT_type:landmark_dim:330_source:cawiki}} · [[Categoria:Platja de Llafranc]]                                    |
| Platja del Canadell                                                                                | Sorra mitjana, urbà                    | 200 x 30               | Palafrugell Calella de Palafrugell 41° 53′ 19″ N, 3° 11′ 16″ E / 41.88868°N,3.18789°E            | PL-CT-17003-176           | {{ca\|Platja del Canadell (Calella de Palafrugell)}} · {{WLE-AD-ES\|PL-CT-17003-176}} · {{Object location dec\|41.88868\|3.18789\|region:ES-CT_type:landmark_dim:200_source:cawiki}} · [[Categoria:Beaches of Calella de Palafrugell]]         |
| Platja del Port de Malaspina                                                                       | Sorra mitjana i roques, urbà           | 50 x 10                | Palafrugell Calella de Palafrugell 41° 53′ 17″ N, 3° 11′ 11″ E / 41.88807°N,3.18636°E            | PL-CT-17003-181           | {{ca\|Platja del Port de Malaspina (Calella de Palafrugell)}} · {{WLE-AD-ES\|PL-CT-17003-181}} · {{Object location dec\|41.88807\|3.18636\|region:ES-CT_type:landmark_dim:50_source:cawiki}} · [[Categoria:Beaches of Calella de Palafrugell]] |
| Platja del Portbò o Port Bo                                                                        | Sorra mitjana, urbà                    | 190 x 15               | Palafrugell Calella de Palafrugell 41° 53′ 18″ N, 3° 11′ 08″ E / 41.88820°N,3.18547°E            | PL-CT-17003-182           | {{ca\|Platja del Portbò (Calella de Palafrugell)}} · {{WLE-AD-ES\|PL-CT-17003-182}} · {{Object location dec\|41.88820\|3.18547\|region:ES-CT_type:landmark_dim:190_source:cawiki}} · [[Categoria:Port Bo (Calella de Palafrugell)]]            |
| Platja d'en Calau                                                                                  | Sorra fina, urbà                       | 75 x 22                | Palafrugell Calella de Palafrugell 41° 53′ 18″ N, 3° 11′ 03″ E / 41.88831°N,3.18426°E            | PL-CT-17003-179           | {{ca\|Platja d'en Calau (Calella de Palafrugell)}} · {{WLE-AD-ES\|PL-CT-17003-179}} · {{Object location dec\|41.88831\|3.18426\|region:ES-CT_type:landmark_dim:75_source:cawiki}} · [[Categoria:Beaches of Costa Brava]]                       |
| Platgeta d'en Cosme, la Platgeta                                                                   |                                        |                        | Palafrugell Calella de Palafrugell 41° 53′ 17″ N, 3° 11′ 01″ E / 41.888055°N,3.183559°E          | Dades centrals a Wikidata | {{ca\|Platgeta d'en Cosme (Calella de Palafrugell)}} · {{WLE-AD-ES\|}} · {{Object location dec\|41.888055\|3.183559\|region:ES-CT_type:landmark_dim:50_source:cawiki}} · [[Categoria:Beaches of Costa Brava]]                                  |
| Platja de Port Pelegrí                                                                             | Sorra mitjana, urbà                    | 50 x 12                | Palafrugell Calella de Palafrugell 41° 53′ 15″ N, 3° 10′ 57″ E / 41.88742°N,3.18260°E            | PL-CT-17003-183           | {{ca\|Platja de Port Pelegrí (Calella de Palafrugell)}} · {{WLE-AD-ES\|PL-CT-17003-183}} · {{Object location dec\|41.88742\|3.18260\|region:ES-CT_type:landmark_dim:50_source:cawiki}} · [[Categoria:Beaches of Costa Brava]]                  |
| Platja de Sant Roc o dels Canyers                                                                  | Sorra mitjana i roques, urbà           | 40 x 20                | Palafrugell Calella de Palafrugell 41° 53′ 10″ N, 3° 10′ 55″ E / 41.88617°N,3.18189°E            | PL-CT-17003-178           | {{ca\|Platja de Sant Roc (Calella de Palafrugell)}} · {{WLE-AD-ES\|PL-CT-17003-178}} · {{Object location dec\|41.88617\|3.18189\|region:ES-CT_type:landmark_dim:90_source:cawiki}} · [[Categoria:Beaches of Costa Brava]]                      |
| Platja del Golfet                                                                                  | Sorra mitjana, semiurbà                | 75 x 20                | Palafrugell Calella de Palafrugell 41° 52′ 44″ N, 3° 10′ 41″ E / 41.87891°N,3.17808°E            | PL-CT-17003-177           | {{ca\|Platja del Golfet (Calella de Palafrugell)}} · {{WLE-AD-ES\|PL-CT-17003-177}} · {{Object location dec\|41.87891\|3.17808\|region:ES-CT_type:landmark_dim:75_source:cawiki}} · [[Categoria:Beaches of Costa Brava]]                       |
| Platja del Vedell                                                                                  |                                        |                        | Mont-ras Cala del Vedell 41° 52′ 20″ N, 3° 10′ 39″ E / 41.87236°N,3.177425°E                     | Dades centrals a Wikidata | {{ca\|Platja del Vedell (Mont-ras)}} · {{WLE-AD-ES\|}} · {{Object location dec\|41.87236\|3.177425\|region:ES-CT_type:landmark_source:cawiki}} · [[Categoria:Beaches of Costa Brava]]                                                          |
| Platja del Crit                                                                                    | Sorra mitjana i roques, natural        | 50 x 15                | Mont-ras El Crit 41° 52′ 14″ N, 3° 10′ 38″ E / 41.87069°N,3.17725°E                              | PL-CT-17003-162           | {{ca\|Platja del Crit (Mont-ras)}} · {{WLE-AD-ES\|PL-CT-17003-162}} · {{Object location dec\|41.87069\|3.17725\|region:ES-CT_type:landmark_dim:50_source:cawiki}} · [[Categoria:Beaches of Costa Brava]]                                       |
| Cala del Cap de Planes                                                                             | Sorra mitjana, nudista                 | 175 x 10               | Palamós 41° 52′ 03″ N, 3° 10′ 35″ E / 41.86754°N,3.17635°E                                       | PL-CT-17003-190           | {{ca\|Cala del Cap de Planes (Palamós)}} · {{WLE-AD-ES\|PL-CT-17003-190}} · {{Object location dec\|41.86754\|3.17635\|region:ES-CT_type:landmark_dim:175_source:cawiki}} · [[Categoria:Beaches of Costa Brava]]                                |
| Cala Roca Bona                                                                                     | Sorra mitjana, nudista                 | 115 x 10               | Palamós 41° 51′ 59″ N, 3° 10′ 30″ E / 41.86644°N,3.17510°E                                       | PL-CT-17003-188           | {{ca\|Cala Roca Bona (Palamós)}} · {{WLE-AD-ES\|PL-CT-17003-188}} · {{Object location dec\|41.86644\|3.17510\|region:ES-CT_type:landmark_dim:115_source:cawiki}} · [[Categoria:Beaches of Costa Brava]]                                        |
| Cala d'en Remendon i Cala Estreta                                                                  | Sorra mitjana, nudista                 | 150 x 10               | Palamós 41° 51′ 57″ N, 3° 10′ 24″ E / 41.86585°N,3.17345°E                                       | PL-CT-17003-186           | {{ca\|Cala d'en Remendon (Palamós)}} · {{WLE-AD-ES\|PL-CT-17003-186}} · {{Object location dec\|41.86585\|3.17345\|region:ES-CT_type:landmark_dim:150_source:cawiki}} · [[Categoria:Beaches of Costa Brava]]                                    |
| Platja de Castell                                                                                  | Sorra mitjana, natural                 | 375 x 40               | Palamós 41° 51′ 46″ N, 3° 09′ 24″ E / 41.86275°N,3.15675°E                                       | PL-CT-17003-191           | {{ca\|Platja de Castell (Palamós)}} · {{WLE-AD-ES\|PL-CT-17003-191}} · {{Object location dec\|41.86275\|3.15675\|region:ES-CT_type:landmark_dim:375_source:cawiki}} · [[Categoria:Platja el Castell (Palamós)]]                                |
| S'Alguer                                                                                           | Roques, natural                        | 60 x 10                | Palamós 41° 51′ 44″ N, 3° 09′ 07″ E / 41.86211°N,3.15194°E                                       | PL-CT-17003-189           | {{ca\|S'Alguer (Palamós)}} · {{WLE-AD-ES\|PL-CT-17003-189}} · {{Object location dec\|41.86211\|3.15194\|region:ES-CT_type:landmark_dim:180_source:cawiki}} · [[Categoria:Beaches of Costa Brava]]                                              |
| Platja de Sant Esteve de la Fosca                                                                  | Sorra fina, semiurbà                   | 170 x 40               | Palamós 41° 51′ 31″ N, 3° 08′ 42″ E / 41.85860°N,3.14492°E                                       | PL-CT-17003-194           | {{ca\|Platja de Sant Esteve de la Fosca (Palamós)}} · {{WLE-AD-ES\|PL-CT-17003-194}} · {{Object location dec\|41.85860\|3.14492\|region:ES-CT_type:landmark_dim:320_source:cawiki}} · [[Categoria:Beaches of Costa Brava]]                     |
| Platja de la Fosca o de la Roca Fosca                                                              | Sorra fina, semiurbà                   | 320 x 42               | Palamós 41° 51′ 26″ N, 3° 08′ 34″ E / 41.85714°N,3.14281°E                                       | PL-CT-17003-193           | {{ca\|Platja de la Fosca (Palamós)}} · {{WLE-AD-ES\|PL-CT-17003-193}} · {{Object location dec\|41.85714\|3.14281\|region:ES-CT_type:landmark_dim:320_source:cawiki}} · [[Categoria:Beaches of Costa Brava]]                                    |
| Sota Cala Margarida                                                                                | Roques i sorra mitjana, semiurbà       | 100 x 10               | Palamós 41° 50′ 58″ N, 3° 08′ 25″ E / 41.84938°N,3.14023°E                                       | PL-CT-17003-187           | {{ca\|Sota Cala Margarida (Palamós)}} · {{WLE-AD-ES\|PL-CT-17003-187}} · {{Object location dec\|41.84938\|3.14023\|region:ES-CT_type:landmark_dim:100_source:cawiki}} · [[Categoria:Beaches of Costa Brava]]                                   |
| Cala de Morro del Vedell                                                                           | Roques i sorra mitjana, semiurbà       | 60 x 25                | Palamós 41° 50′ 53″ N, 3° 08′ 14″ E / 41.84809°N,3.13733°E                                       | PL-CT-17003-185           | {{ca\|Cala de Morro del Vedell (Palamós)}} · {{WLE-AD-ES\|PL-CT-17003-185}} · {{Object location dec\|41.84809\|3.13733\|region:ES-CT_type:landmark_dim:60_source:cawiki}} · [[Categoria:Beaches of Costa Brava]]                               |
| Platja Gran de Palamós                                                                             | Sorra fina, urbà                       | 575 x 48               | Palamós 41° 50′ 54″ N, 3° 07′ 19″ E / 41.84838°N,3.12185°E                                       | PL-CT-17003-192           | {{ca\|Platja Gran de Palamós}} · {{WLE-AD-ES\|PL-CT-17003-192}} · {{Object location dec\|41.84838\|3.12185\|region:ES-CT_type:landmark_dim:575_source:cawiki}} · [[Categoria:Beaches of Costa Brava]]                                          |
| Platja des Monestri                                                                                | Sorra mitjana, urbà                    | 580 x 40               | Calonge i Sant Antoni Sant Antoni de Calonge 41° 50′ 55″ N, 3° 06′ 50″ E / 41.84863°N,3.11401°E  | PL-CT-17003-96            | {{ca\|Platja des Monestri (Calonge i Sant Antoni)}} · {{WLE-AD-ES\|PL-CT-17003-96}} · {{Object location dec\|41.84863\|3.11401\|region:ES-CT_type:landmark_dim:580_source:cawiki}} · [[Categoria:Beaches of Costa Brava]]                      |
| Platja de Sant Antoni o dels Espigons                                                              | Sorra mitjana, urbà                    | 1.500                  | Calonge i Sant Antoni Sant Antoni de Calonge 41° 50′ 44″ N, 3° 06′ 13″ E / 41.84560°N,3.10373°E  | PL-CT-17003-24            | {{ca\|Platja de Sant Antoni (Calonge i Sant Antoni)}} · {{WLE-AD-ES\|PL-CT-17003-24}} · {{Object location dec\|41.84560\|3.10373\|region:ES-CT_type:landmark_dim:1500_source:cawiki}} · [[Categoria:Beaches of Costa Brava]]                   |
| Platja de Torre Valentina                                                                          | Sorra mitjana, urbà                    | 625 x 60               | Calonge i Sant Antoni Sant Antoni de Calonge 41° 50′ 23″ N, 3° 05′ 43″ E / 41.83984°N,3.09536°E  | PL-CT-17003-25            | {{ca\|Platja de Torre Valentina (Calonge i Sant Antoni)}} · {{WLE-AD-ES\|PL-CT-17003-25}} · {{Object location dec\|41.83984\|3.09536\|region:ES-CT_type:landmark_dim:625_source:cawiki}} · [[Categoria:Beaches of Costa Brava]]                |
| Platja del Racó dels Homes                                                                         | Sorra mitjana i roques, semiurbà       | 40 x 15                | Calonge i Sant Antoni 41° 50′ 11″ N, 3° 05′ 37″ E / 41.83647°N,3.09353°E                         | PL-CT-17003-97            | {{ca\|Platja del Racó dels Homes (Calonge i Sant Antoni)}} · {{WLE-AD-ES\|PL-CT-17003-97}} · {{Object location dec\|41.83647\|3.09353\|region:ES-CT_type:landmark_dim:40_source:cawiki}} · [[Categoria:Beaches of Costa Brava]]                |
| Cala de les Roques Planes                                                                          | Sorra fina i roques, nudista           | 30                     | Calonge i Sant Antoni Treumal 41° 49′ 58″ N, 3° 05′ 29″ E / 41.83282°N,3.09149°E                 | PL-CT-17003-23            | {{ca\|Cala de les Roques Planes (Calonge i Sant Antoni)}} · {{WLE-AD-ES\|PL-CT-17003-23}} · {{Object location dec\|41.83282\|3.09149\|region:ES-CT_type:landmark_dim:30_source:cawiki}} · [[Categoria:Beaches of Costa Brava]]                 |
| Cala de la Roca del Paller                                                                         | Grava, natural                         | 45 x 10                | Calonge i Sant Antoni Treumal 41° 49′ 58″ N, 3° 05′ 25″ E / 41.83276°N,3.09031°E                 | PL-CT-17003-90            | {{ca\|Cala de la Roca del Paller (Calonge i Sant Antoni)}} · {{WLE-AD-ES\|PL-CT-17003-90}} · {{Object location dec\|41.83276\|3.09031\|region:ES-CT_type:landmark_dim:45_source:cawiki}} · [[Categoria:Cala de la Roca del Paller]]            |
| Cala dels Esculls                                                                                  | Sorra fina, natural                    | 55 x 10                | Calonge i Sant Antoni Treumal 41° 49′ 57″ N, 3° 05′ 22″ E / 41.83261°N,3.08955°E                 | PL-CT-17003-92            | {{ca\|Cala dels Esculls (Calonge i Sant Antoni)}} · {{WLE-AD-ES\|PL-CT-17003-92}} · {{Object location dec\|41.83261\|3.08955\|region:ES-CT_type:landmark_dim:45_source:cawiki}} · [[Categoria:Beaches of Costa Brava]]                         |
| Cala del Forn                                                                                      | Grava, natural                         | 40 x 30                | Calonge i Sant Antoni Treumal 41° 49′ 56″ N, 3° 05′ 20″ E / 41.83227°N,3.08875°E                 | PL-CT-17003-91            | {{ca\|Cala del Forn (Calonge i Sant Antoni)}} · {{WLE-AD-ES\|PL-CT-17003-91}} · {{Object location dec\|41.83227\|3.08875\|region:ES-CT_type:landmark_dim:40_source:cawiki}} · [[Categoria:Beaches of Costa Brava]]                             |
| Platja de Can Cristos o Cristus                                                                    | Sorra fina, semiurbà                   | 270 x 40               | Calonge i Sant Antoni 41° 49′ 53″ N, 3° 05′ 14″ E / 41.83152°N,3.08725°E                         | PL-CT-17003-93            | {{ca\|Platja de Can Cristos (Calonge i Sant Antoni)}} · {{WLE-AD-ES\|PL-CT-17003-93}} · {{Object location dec\|41.83152\|3.08725\|region:ES-CT_type:landmark_dim:270_source:cawiki}} · [[Categoria:Beaches of Costa Brava]]                    |
| Platja de ses Torretes o de Cala Gogó                                                              | Sorra mitjana, semiurbà                | 130 x 40               | Calonge i Sant Antoni 41° 49′ 47″ N, 3° 05′ 09″ E / 41.82986°N,3.08577°E                         | PL-CT-17003-89            | {{ca\|Platja de ses Torretes (Calonge i Sant Antoni)}} · {{WLE-AD-ES\|PL-CT-17003-89}} · {{Object location dec\|41.82986\|3.08577\|region:ES-CT_type:landmark_dim:130_source:cawiki}} · [[Categoria:Beaches of Costa Brava]]                   |
| Platgeta de Cap Roig                                                                               | Roques i sorra fina, natural           | 110 x 15               | Calonge i Sant Antoni 41° 49′ 36″ N, 3° 05′ 01″ E / 41.826564°N,3.083594°E                       | PL-CT-17003-94            | {{ca\|Platgeta de Cap Roig (Calonge i Sant Antoni)}} · {{WLE-AD-ES\|PL-CT-17003-94}} · {{Object location dec\|41.826564\|3.083594\|region:ES-CT_type:landmark_dim:50_source:cawiki}} · [[Categoria:Beaches of Costa Brava]]                    |
| Platja de Sant Jordi                                                                               | Sorra fina, natural                    | 110 x 15               | Calonge i Sant Antoni 41° 49′ 35″ N, 3° 04′ 58″ E / 41.82645°N,3.08291°E                         | PL-CT-17003-95            | {{ca\|Platja de Sant Jordi (Calonge i Sant Antoni)}} · {{WLE-AD-ES\|PL-CT-17003-95}} · {{Object location dec\|41.82645\|3.08291\|region:ES-CT_type:landmark_dim:130_source:cawiki}} · [[Categoria:Beaches of Costa Brava]]                     |
| Platja de Belladona                                                                                | Sorra mitjana, natural                 | 120 x 25               | Calonge i Sant Antoni 41° 49′ 32″ N, 3° 04′ 51″ E / 41.82550°N,3.08089°E                         | PL-CT-17003-200           | {{ca\|Platja de Belladona (Calonge i Sant Antoni)}} · {{WLE-AD-ES\|PL-CT-17003-200}} · {{Object location dec\|41.82550\|3.08089\|region:ES-CT_type:landmark_dim:120_source:cawiki}} · [[Categoria:Beaches of Costa Brava]]                     |
| Cala dels Canyers                                                                                  |                                        |                        | Castell i Platja d'Aro 41° 49′ 26″ N, 3° 04′ 44″ E / 41.82387°N,3.07881°E                        | Dades centrals a Wikidata | {{ca\|Cala dels Canyers (Castell i Platja d'Aro)}} · {{WLE-AD-ES\|}} · {{Object location dec\|41.82387\|3.07881\|region:ES-CT_type:landmark_source:cawiki}} · [[Categoria:Beaches of Costa Brava]]                                             |
| Cala del Pi o Vilaret                                                                              | Sorra mitjana, semiurbà                | 65 x 15                | Castell i Platja d'Aro 41° 49′ 25″ N, 3° 04′ 40″ E / 41.82361°N,3.07771°E                        | PL-CT-17003-201           | {{ca\|Cala del Pi (Castell i Platja d'Aro)}} · {{WLE-AD-ES\|PL-CT-17003-201}} · {{Object location dec\|41.82361\|3.07771\|region:ES-CT_type:landmark_dim:65_source:cawiki}} · [[Categoria:Beaches of Costa Brava]]                             |
| Platja de sa Cova                                                                                  | Sorra mitjana, semiurbà                | 55 x 15                | Castell i Platja d'Aro Cala de sa Cova 41° 49′ 22″ N, 3° 04′ 31″ E / 41.82283°N,3.07538°E        | PL-CT-17003-206           | {{ca\|Platja de sa Cova (Castell i Platja d'Aro)}} · {{WLE-AD-ES\|PL-CT-17003-206}} · {{Object location dec\|41.82283\|3.07538\|region:ES-CT_type:landmark_dim:55_source:cawiki}} · [[Categoria:Beaches of Costa Brava]]                       |
| Platja de Cala Rovira                                                                              | Sorra mitjana, semiurbà                | 200 x 35               | Castell i Platja d'Aro Platja d'Aro 41° 49′ 19″ N, 3° 04′ 26″ E / 41.82196°N,3.07391°E           | PL-CT-17003-203           | {{ca\|Platja de Cala Rovira (Castell i Platja d'Aroo)}} · {{WLE-AD-ES\|PL-CT-17003-203}} · {{Object location dec\|41.82196\|3.07391\|region:ES-CT_type:landmark_dim:200_source:cawiki}} · [[Categoria:Beaches of Costa Brava]]                 |
| La Platja d'Aro, Platja Llarga o Platja Gran                                                       | Sorra mitjana, urbà                    | 2.500 x 50             | Castell i Platja d'Aro Platja d'Aro 41° 48′ 46″ N, 3° 04′ 03″ E / 41.81266°N,3.06762°E           | PL-CT-17003-204           | {{ca\|La Platja d'Aro (Castell i Platja d'Aro)}} · {{WLE-AD-ES\|PL-CT-17003-204}} · {{Object location dec\|41.81266\|3.06762\|region:ES-CT_type:landmark_dim:2500_source:cawiki}} · [[Categoria:Beaches of Costa Brava]]                       |
| Platja de sa Conca                                                                                 | Sorra mitjana, semiurbà                | 125 x 40               | Castell i Platja d'Aro S'Agaró 41° 47′ 53″ N, 3° 03′ 39″ E / 41.79814°N,3.06089°E                | PL-CT-17003-205           | {{ca\|Platja de sa Conca (Castell i Platja d'Aro)}} · {{WLE-AD-ES\|PL-CT-17003-205}} · {{Object location dec\|41.79814\|3.06089\|region:ES-CT_type:landmark_dim:125_source:cawiki}} · [[Categoria:Beaches of Costa Brava]]                     |
| Cala Pedrosa                                                                                       | Roques i sorra mitjana, semiurbà       | 20 x 15                | Castell i Platja d'Aro S'Agaró 41° 47′ 29″ N, 3° 03′ 28″ E / 41.79130°N,3.05772°E                | PL-CT-17003-202           | {{ca\|Cala Pedrosa (Castell i Platja d'Aro)}} · {{WLE-AD-ES\|PL-CT-17003-202}} · {{Object location dec\|41.79130\|3.05772\|region:ES-CT_type:landmark_dim:20_source:cawiki}} · [[Categoria:Beaches of Costa Brava]]                            |
| Platja de Sant Pol                                                                                 | Sorra mitjana, urbà                    | 1.000 x 50             | Sant Feliu de Guíxols 41° 47′ 26″ N, 3° 02′ 58″ E / 41.79063°N,3.04935°E                         | PL-CT-17003-267           | {{ca\|Platja de Sant Pol (Sant Feliu de Guíxols)}} · {{WLE-AD-ES\|PL-CT-17003-267}} · {{Object location dec\|41.79063\|3.04935\|region:ES-CT_type:landmark_dim:1000_source:cawiki}} · [[Categoria:Platja de Sant Pol]]                         |
| La Platja de Sant Feliu                                                                            | Sorra mitjana, urbà                    | 600 x 30               | Sant Feliu de Guíxols 41° 46′ 49″ N, 3° 01′ 53″ E / 41.78033°N,3.03143°E                         | PL-CT-17003-266           | {{ca\|La Platja de Sant Feliu (Sant Feliu de Guíxols)}} · {{WLE-AD-ES\|PL-CT-17003-266}} · {{Object location dec\|41.78033\|3.03143\|region:ES-CT_type:landmark_dim:600_source:cawiki}} · [[Categoria:Platja de Sant Feliu]]                   |
| Cala del Vigatà                                                                                    | Sorra mitjana i roques, natural        | 120 x 15               | Sant Feliu de Guíxols 41° 46′ 26″ N, 3° 01′ 32″ E / 41.77400°N,3.02569°E                         | PL-CT-17003-1323          | {{ca\|Cala del Vigatà (Sant Feliu de Guíxols)}} · {{WLE-AD-ES\|PL-CT-17003-1323}} · {{Object location dec\|41.77400\|3.02569\|region:ES-CT_type:landmark_dim:120_source:cawiki}} · [[Categoria:Beaches of Costa Brava]]                        |
| Platja de Candell                                                                                  |                                        |                        | Sant Feliu de Guíxols 41° 46′ 11″ N, 3° 00′ 20″ E / 41.76971°N,3.00565°E                         | Dades centrals a Wikidata | {{ca\|Platja de Candell (Sant Feliu de Guíxols)}} · {{WLE-AD-ES\|}} · {{Object location dec\|41.76971\|3.00565\|region:ES-CT_type:landmark_source:cawiki}} · [[Categoria:Beaches of Costa Brava]]                                              |
| Platja de Cala Urgell                                                                              |                                        |                        | Sant Feliu de Guíxols 41° 45′ 53″ N, 2° 59′ 50″ E / 41.76482°N,2.99735°E                         | Dades centrals a Wikidata | {{ca\|Platja de Cala Urgell (Sant Feliu de Guíxols)}} · {{WLE-AD-ES\|}} · {{Object location dec\|41.76482\|2.99735\|region:ES-CT_type:landmark_source:cawiki}} · [[Categoria:Beaches of Costa Brava]]                                          |
| Platja de Cala Joana                                                                               |                                        |                        | Sant Feliu de Guíxols 41° 45′ 46″ N, 2° 59′ 40″ E / 41.76279°N,2.99438°E                         | Dades centrals a Wikidata | {{ca\|Platja de Cala Joana (Sant Feliu de Guíxols)}} · {{WLE-AD-ES\|}} · {{Object location dec\|41.76279\|2.99438\|region:ES-CT_type:landmark_source:cawiki}} · [[Categoria:Beaches of Costa Brava]]                                           |
| Platja dels Canyerets                                                                              | Sorra mitjana, semiurbà                | 180 x 30               | Sant Feliu de Guíxols 41° 45′ 38″ N, 2° 59′ 01″ E / 41.76056°N,2.98357°E                         | PL-CT-17003-265           | {{ca\|Platja dels Canyerets (Sant Feliu de Guíxols)}} · {{WLE-AD-ES\|PL-CT-17003-265}} · {{Object location dec\|41.76056\|2.98357\|region:ES-CT_type:landmark_dim:180_source:cawiki}} · [[Categoria:Beaches of Costa Brava]]                   |
| Platja de Canyet                                                                                   | Sorra mitjana, semiurbà                | 60 x 10                | Santa Cristina d'Aro Urbanització Rosamar 41° 45′ 35″ N, 2° 58′ 51″ E / 41.75966°N,2.98096°E     | PL-CT-17003-280           | {{ca\|Platja de Canyet (Santa Cristina d'Aro)}} · {{WLE-AD-ES\|PL-CT-17003-280}} · {{Object location dec\|41.75966\|2.98096\|region:ES-CT_type:landmark_dim:60_source:cawiki}} · [[Categoria:Beaches of Costa Brava]]                          |
| Platja del Senyor Ramon o de la Corcollada                                                         | Sorra mitjana, nudista                 | 330 x 50               | Santa Cristina d'Aro 41° 45′ 27″ N, 2° 58′ 38″ E / 41.75761°N,2.97710°E                          | PL-CT-17003-1327          | {{ca\|Platja del Senyor Ramon (Santa Cristina d'Aro)}} · {{WLE-AD-ES\|PL-CT-17003-1327}} · {{Object location dec\|41.75761\|2.97710\|region:ES-CT_type:landmark_dim:330_source:cawiki}} · [[Categoria:Beaches of Costa Brava]]                 |
| Platja de Vallpresona o de sa Galera                                                               | Roques, grava i sorra mitjana, nudista | 280 x 10               | Santa Cristina d'Aro i Tossa de Mar 41° 45′ 13″ N, 2° 58′ 18″ E / 41.75356°N,2.97178°E           | PL-CT-17003-282           | {{ca\|Platja de Vallpresona (Santa Cristina d'Aro i Tossa de Mar)}} · {{WLE-AD-ES\|PL-CT-17003-282}} · {{Object location dec\|41.75356\|2.97178\|region:ES-CT_type:landmark_dim:280_source:cawiki}} · [[Categoria:Beaches of Costa Brava]]     |
| Cala de Salionç                                                                                    | Sorra mitjana, semiurbà                | 90 x 50                | Tossa de Mar 41° 44′ 52″ N, 2° 57′ 58″ E / 41.74791°N,2.96620°E                                  | PL-CT-17003-329           | {{ca\|Cala de Salionç (Tossa de Mar)}} · {{WLE-AD-ES\|PL-CT-17003-329}} · {{Object location dec\|41.74791\|2.96620\|region:ES-CT_type:landmark_dim:90_source:cawiki}} · [[Categoria:Beaches of Costa Brava]]                                   |
| Cala Fotedera o de sa Futareda                                                                     | Sorra mitjana, nudista                 | 90 x 10                | Tossa de Mar 41° 44′ 17″ N, 2° 57′ 27″ E / 41.73814°N,2.95748°E                                  | PL-CT-17003-324           | {{ca\|Cala Fotedera (Tossa de Mar)}} · {{WLE-AD-ES\|PL-CT-17003-324}} · {{Object location dec\|41.73814\|2.95748\|region:ES-CT_type:landmark_dim:90_source:cawiki}} · [[Categoria:Beaches of Costa Brava]]                                     |
| Cala de Giverola                                                                                   | Sorra fina, semiurbà                   | 170 x 50               | Tossa de Mar 41° 44′ 15″ N, 2° 57′ 15″ E / 41.73738°N,2.95410°E                                  | PL-CT-17003-326           | {{ca\|Cala de Giverola (Tossa de Mar)}} · {{WLE-AD-ES\|PL-CT-17003-326}} · {{Object location dec\|41.73738\|2.95410\|region:ES-CT_type:landmark_dim:170_source:cawiki}} · [[Categoria:Beaches of Costa Brava]]                                 |
| Cala Pola                                                                                          | Sorra mitjana, natural                 | 65 x 50                | Tossa de Mar 41° 43′ 59″ N, 2° 57′ 03″ E / 41.73318°N,2.95091°E                                  | PL-CT-17003-328           | {{ca\|Cala Pola (Tossa de Mar)}} · {{WLE-AD-ES\|PL-CT-17003-328}} · {{Object location dec\|41.73318\|2.95091\|region:ES-CT_type:landmark_dim:65_source:cawiki}} · [[Categoria:Beaches of Costa Brava]]                                         |
| Cala Bona                                                                                          | Sorra mitjana i roques, natural        | 20 x 10                | Tossa de Mar 41° 43′ 49″ N, 2° 56′ 48″ E / 41.73029°N,2.94662°E                                  | PL-CT-17003-323           | {{ca\|Cala Bona (Tossa de Mar)}} · {{WLE-AD-ES\|PL-CT-17003-323}} · {{Object location dec\|41.73029\|2.94662\|region:ES-CT_type:landmark_dim:20_source:cawiki}} · [[Categoria:Beaches of Costa Brava]]                                         |
| Platja de la Mar Menuda                                                                            | Sorra mitjana, urbà                    | 170 x 25               | Tossa de Mar 41° 43′ 20″ N, 2° 56′ 18″ E / 41.72214°N,2.93847°E                                  | PL-CT-17003-1320          | {{ca\|Platja de la Mar Menuda (Tossa de Mar)}} · {{WLE-AD-ES\|PL-CT-17003-1320}} · {{Object location dec\|41.72214\|2.93847\|region:ES-CT_type:landmark_dim:170_source:cawiki}} · [[Categoria:Mar menuda]]                                     |
| Platja Gran o sa Platja                                                                            | Sorra mitjana, urbà                    | 350 x 60               | Tossa de Mar 41° 43′ 09″ N, 2° 56′ 01″ E / 41.71914°N,2.93363°E                                  | PL-CT-17003-332           | {{ca\|Platja Gran (Tossa de Mar)}} · {{WLE-AD-ES\|PL-CT-17003-332}} · {{Object location dec\|41.71914\|2.93363\|region:ES-CT_type:landmark_dim:350_source:cawiki}} · [[Categoria:Platja Gran (Tossa de Mar)]]                                  |
| Platja des Codolar                                                                                 | Sorra mitjana, urbà                    | 30 x 25                | Tossa de Mar 41° 42′ 57″ N, 2° 55′ 57″ E / 41.71594°N,2.93254°E                                  | PL-CT-17003-330           | {{ca\|Platja des Codolar (Tossa de Mar)}} · {{WLE-AD-ES\|PL-CT-17003-330}} · {{Object location dec\|41.71594\|2.93254\|region:ES-CT_type:landmark_dim:30_source:cawiki}} · [[Categoria:Beaches of Costa Brava]]                                |
| Cala des Llevador                                                                                  | Roques i sorra mitjana, natural        | 65 x 35                | Tossa de Mar 41° 42′ 33″ N, 2° 54′ 39″ E / 41.70925°N,2.91093°E                                  | PL-CT-17003-327           | {{ca\|Cala des Llevador (Tossa de Mar)}} · {{WLE-AD-ES\|PL-CT-17003-327}} · {{Object location dec\|41.70925\|2.91093\|region:ES-CT_type:landmark_dim:65_source:cawiki}} · [[Categoria:Beaches of Costa Brava]]                                 |
| Cala d'en Carles o cala de l'Ull de Vidre                                                          | Sorra mitjana, natural                 | 80 x 30                | Tossa de Mar 41° 42′ 36″ N, 2° 54′ 29″ E / 41.70996°N,2.90808°E                                  | PL-CT-17003-325           | {{ca\|Cala d'en Carles (Tossa de Mar)}} · {{WLE-AD-ES\|PL-CT-17003-325}} · {{Object location dec\|41.70996\|2.90808\|region:ES-CT_type:landmark_dim:80_source:cawiki}} · [[Categoria:Beaches of Costa Brava]]                                  |
| Platja de Llorell o Santa Maria de Llorell: Garbí de Llorell i Llevant de Llorell                  | Sorra mitjana, semiurbà                | 380 x 50               | Tossa de Mar 41° 42′ 37″ N, 2° 54′ 12″ E / 41.71038°N,2.90344°E                                  | PL-CT-17003-334           | {{ca\|Platja de Llorell (Tossa de Mar)}} · {{WLE-AD-ES\|PL-CT-17003-334}} · {{Object location dec\|41.71038\|2.90344\|region:ES-CT_type:landmark_dim:380_source:cawiki}} · [[Categoria:Beaches of Costa Brava]]                                |
| Platja de Portopí o Porto Pi                                                                       | Sorra mitjana, natural                 | 280 x 20               | Tossa de Mar 41° 42′ 28″ N, 2° 53′ 58″ E / 41.70787°N,2.89934°E                                  | PL-CT-17003-333           | {{ca\|Platja de Portopí (Tossa de Mar)}} · {{WLE-AD-ES\|PL-CT-17003-333}} · {{Object location dec\|41.70787\|2.89934\|region:ES-CT_type:landmark_dim:330_source:cawiki}} · [[Categoria:Beaches of Costa Brava]]                                |
| Cala Morisca                                                                                       | Sorra mitjana, natural                 | 40 x 10                | Tossa de Mar i Lloret de Mar 41° 42′ 19″ N, 2° 53′ 48″ E / 41.70534°N,2.89668°E                  | PL-CT-17003-143           | {{ca\|Cala Morisca (Tossa de Mar i Lloret de Mar)}} · {{WLE-AD-ES\|PL-CT-17003-143}} · {{Object location dec\|41.70534\|2.89668\|region:ES-CT_type:landmark_dim:40_source:cawiki}} · [[Categoria:Cala Morisca]]                                |
| Platja de Canyelles i platja de sa Somera                                                          | Sorra mitjana, semiurbà                | 450 x 45               | Lloret de Mar 41° 42′ 15″ N, 2° 53′ 02″ E / 41.70409°N,2.88401°E                                 | PL-CT-17003-144           | {{ca\|Platja de Canyelles (Lloret de Mar)}} · {{WLE-AD-ES\|PL-CT-17003-144}} · {{Object location dec\|41.70409\|2.88401\|region:ES-CT_type:landmark_dim:450_source:cawiki}} · [[Categoria:Platja de Canyelles]]                                |
| Sa Cala Gran i la Tortuga                                                                          | Sorra mitjana, natural                 | 100 x 15               | Lloret de Mar 41° 42′ 07″ N, 2° 52′ 25″ E / 41.70181°N,2.87354°E                                 | PL-CT-17003-147           | {{ca\|Sa Cala Gran (Lloret de Mar)}} · {{WLE-AD-ES\|PL-CT-17003-147}} · {{Object location dec\|41.70181\|2.87354\|region:ES-CT_type:landmark_dim:450_source:cawiki}} · [[Categoria:Beaches of Costa Brava]]                                    |
| Caleta d'en Trons                                                                                  | Sorra mitjana i roques, semiurbà       | 45 x 18                | Lloret de Mar 41° 41′ 58″ N, 2° 51′ 52″ E / 41.69958°N,2.86446°E                                 | PL-CT-17003-142           | {{ca\|Caleta d'en Trons (Lloret de Mar)}} · {{WLE-AD-ES\|PL-CT-17003-142}} · {{Object location dec\|41.69958\|2.86446\|region:ES-CT_type:landmark_dim:45_source:cawiki}} · [[Categoria:Beaches of Costa Brava]]                                |
| Cala des Frares                                                                                    | Roques, natural protegit               | 140 x 10               | Lloret de Mar 41° 41′ 58″ N, 2° 51′ 38″ E / 41.69937°N,2.86046°E                                 | PL-CT-17003-141           | {{ca\|Cala des Frares (Lloret de Mar)}} · {{WLE-AD-ES\|PL-CT-17003-141}} · {{Object location dec\|41.69937\|2.86046\|region:ES-CT_type:landmark_dim:140_source:cawiki}} · [[Categoria:Cala des Frares]]                                        |
| Platja de sa Caleta                                                                                | Sorra mitjana, semiurbà                | 80 x 10                | Lloret de Mar 41° 41′ 59″ N, 2° 51′ 33″ E / 41.69982°N,2.85908°E                                 | PL-CT-17003-149           | {{ca\|Platja de sa Caleta (Lloret de Mar)}} · {{WLE-AD-ES\|PL-CT-17003-149}} · {{Object location dec\|41.69982\|2.85908\|region:ES-CT_type:landmark_dim:80_source:cawiki}} · [[Categoria:Platja de sa Caleta]]                                 |
| Platja de Lloret: Trajo de Vila Avall, Trajo d'en Reiner, Trajo de Venècia, Racó des Carall Bernat | Sorra mitjana, urbà                    | 1.000 x 50             | Lloret de Mar 41° 41′ 57″ N, 2° 51′ 04″ E / 41.69929°N,2.85098°E                                 | PL-CT-17003-148           | {{ca\|Platja de Lloret (Lloret de Mar)}} · {{WLE-AD-ES\|PL-CT-17003-148}} · {{Object location dec\|41.69929\|2.85098\|region:ES-CT_type:landmark_dim:1000_source:cawiki}} · [[Categoria:Beach of Lloret de Mar]]                               |
| Cala Banys                                                                                         | Roques, natural                        | 50 x 10                | Lloret de Mar 41° 41′ 43″ N, 2° 50′ 39″ E / 41.69530°N,2.84418°E                                 | PL-CT-17003-140           | {{ca\|Cala Banys (Lloret de Mar)}} · {{WLE-AD-ES\|PL-CT-17003-140}} · {{Object location dec\|41.69530\|2.84418\|region:ES-CT_type:landmark_dim:50_source:cawiki}} · [[Categoria:Beaches of Costa Brava]]                                       |
| Platja de Fenals                                                                                   | Sorra mitjana, urbà                    | 725 x 45               | Lloret de Mar 41° 41′ 39″ N, 2° 49′ 58″ E / 41.69411°N,2.83274°E                                 | PL-CT-17003-145           | {{ca\|Platja de Fenals (Lloret de Mar)}} · {{WLE-AD-ES\|PL-CT-17003-145}} · {{Object location dec\|41.69411\|2.83274\|region:ES-CT_type:landmark_dim:725_source:cawiki}} · [[Categoria:Platja de Fenals]]                                      |
| Platja de sa Boadella i platja de sa Cova                                                          | Sorra mitjana, nudista                 | 230 x 35               | Lloret de Mar 41° 41′ 25″ N, 2° 49′ 25″ E / 41.69036°N,2.82359°E                                 | PL-CT-17003-146           | {{ca\|Platja de sa Boadella (Lloret de Mar)}} · {{WLE-AD-ES\|PL-CT-17003-146}} · {{Object location dec\|41.69036\|2.82359\|region:ES-CT_type:landmark_dim:230_source:cawiki}} · [[Categoria:Cala sa Boadella]]                                 |
| Platja de Santa Cristina                                                                           | Sorra fina, semiurbà                   | 320 x 30               | Lloret de Mar 41° 41′ 18″ N, 2° 49′ 06″ E / 41.68835°N,2.81827°E                                 | PL-CT-17003-150           | {{ca\|Platja de Santa Cristina (Lloret de Mar)}} · {{WLE-AD-ES\|PL-CT-17003-150}} · {{Object location dec\|41.68835\|2.81827\|region:ES-CT_type:landmark_dim:320_source:cawiki}} · [[Categoria:Platja de Santa Cristina]]                      |
| Platja de Treumal                                                                                  | Sorra fina, natural                    | 115 x 30               | Lloret de Mar i Blanes 41° 41′ 12″ N, 2° 49′ 01″ E / 41.68672°N,2.81693°E                        | PL-CT-17003-151           | {{ca\|Platja de Treumal (Lloret de Mar i Blanes)}} · {{WLE-AD-ES\|PL-CT-17003-151}} · {{Object location dec\|41.68672\|2.81693\|region:ES-CT_type:landmark_dim:115_source:cawiki}} · [[Categoria:Platja de Treumal]]                           |
| Cala de Sant Francesc                                                                              | Sorra mitjana, semiurbà                | 170 x 35               | Blanes 41° 40′ 43″ N, 2° 48′ 26″ E / 41.67872°N,2.80713°E                                        | PL-CT-17003-64            | {{ca\|Cala de Sant Francesc (Blanes)}} · {{WLE-AD-ES\|PL-CT-17003-64}} · {{Object location dec\|41.67872\|2.80713\|region:ES-CT_type:landmark_dim:170_source:cawiki}} · [[Categoria:Beaches of Costa Brava]]                                   |
| Platja de la Punta de Santa Anna o dels Capellans                                                  | Grava i roques, semiurbà               | 110 x 15               | Blanes 41° 40′ 26″ N, 2° 48′ 08″ E / 41.67397°N,2.80231°E                                        | PL-CT-17003-65            | {{ca\|Platja de la Punta de Santa Anna (Blanes)}} · {{WLE-AD-ES\|PL-CT-17003-65}} · {{Object location dec\|41.67397\|2.80231\|region:ES-CT_type:landmark_dim:120_source:cawiki}} · [[Categoria:Beaches of Costa Brava]]                        |
| Platja de Blanes o del Centre                                                                      | Sorra mitjana, urbà                    | 540 x 30               | Blanes 41° 40′ 24″ N, 2° 47′ 34″ E / 41.67337°N,2.79267°E                                        | PL-CT-17003-63            | {{ca\|Platja de Blanes}} · {{WLE-AD-ES\|PL-CT-17003-63}} · {{Object location dec\|41.67337\|2.79267\|region:ES-CT_type:landmark_dim:540_source:cawiki}} · [[Categoria:Beaches of Costa Brava]]                                                 |
| Platja de s'Abanell                                                                                | Sorra mitjana, urbà                    | 2.500 x 50             | Blanes 41° 39′ 47″ N, 2° 47′ 03″ E / 41.66317°N,2.78430°E                                        | PL-CT-17003-66            | {{ca\|Platja de s'Abanell (Blanes)}} · {{WLE-AD-ES\|PL-CT-17003-66}} · {{Object location dec\|41.66317\|2.78430\|region:ES-CT_type:landmark_dim:2500_source:cawiki}} · [[Categoria:Beaches of Costa Brava]]                                    |